# Aliaksandr Trashchyla
Aliaksandr Trashchyla (né le 16 janvier 1960 à Minsk) est un athlète biélorusse ayant concouru pour l'Union soviétique dans les années 1980. Spécialiste du 400 mètres, il a remporté la médaille d'or du relais 4 × 400 mètres lors des Championnats du monde d'athlétisme 1983 d'Helsinki aux côtés de Sergey Lovachov, Nikolay Chernetsky et Viktor Markin, devançant avec le temps de 3 min 00 s 79, la République fédérale d'Allemagne et le Royaume-Uni.
Son record personnel sur 400 m est de 45 s 51, réalisé le 17 août 1984 lors du meeting de Moscou.

## Palmarès
- Championnats du monde d'athlétisme 1983 d'Helsinki :
  -  Médaille d'or du relais 4 × 400 mètres